# Уолпол, Джордж, 3-й граф Орфорд
Джо́рдж Уо́лпол, 3-й граф О́рфорд (англ. George Walpole, 3rd Earl of Orford; 2 апреля 1730 — 5 декабря 1791) — британский аристократ и государственный деятель, граф Орфорд (1751—1791). Был известен, как коллекционер картин, которые были проданы в Российскую империю, после чего стали коллекцией Эрмитажа в Санкт-Петербурге.

## Биография
Джордж Уолпол был единственным сыном Роберта Уолпола, 2-го графа Орфорд и его супруги Маргарет Ролле. Вскоре после его рождения родители развелись.
Получил образование в Итонском колледже.
В 1751 году после смерти отца Джордж унаследовал его титулы барон Уолпол и граф Орфорд. Спустя шесть лет, в 1757 году он был назначен лорд-лейтенантом Норфолка, должность которого носил до своей смерти. Помимо этого, он был при королях Георге II и Георге III лордом королевской опочивальни.
В 1757—1791 годах Джордж занимал должность вице-адмирала Норфолка.
В 1779 году из-за финансовых проблем Джордж Уолпол продал коллекцию своего деда российской императрице Екатерине II, которая пополнила коллекцией картинную галерею в Эрмитаже (Санкт-Петербург). Коллекция состояла из 204 картин; общая сумма сделки составила 40 550 фунтов стерлингов. Упакованные в ящики, картины прибыли в Петербург осенью 1779 года «на двух наилучших кораблях» под охраной фрегата.
В 1781 году после смерти матери унаследовал её титул, как барон Клинтон.
Скончался 5 декабря 1791 года в возрасте 61 года, его титулы унаследовал его дядя Хорас Уолпол.